# フジテレビ山形支局

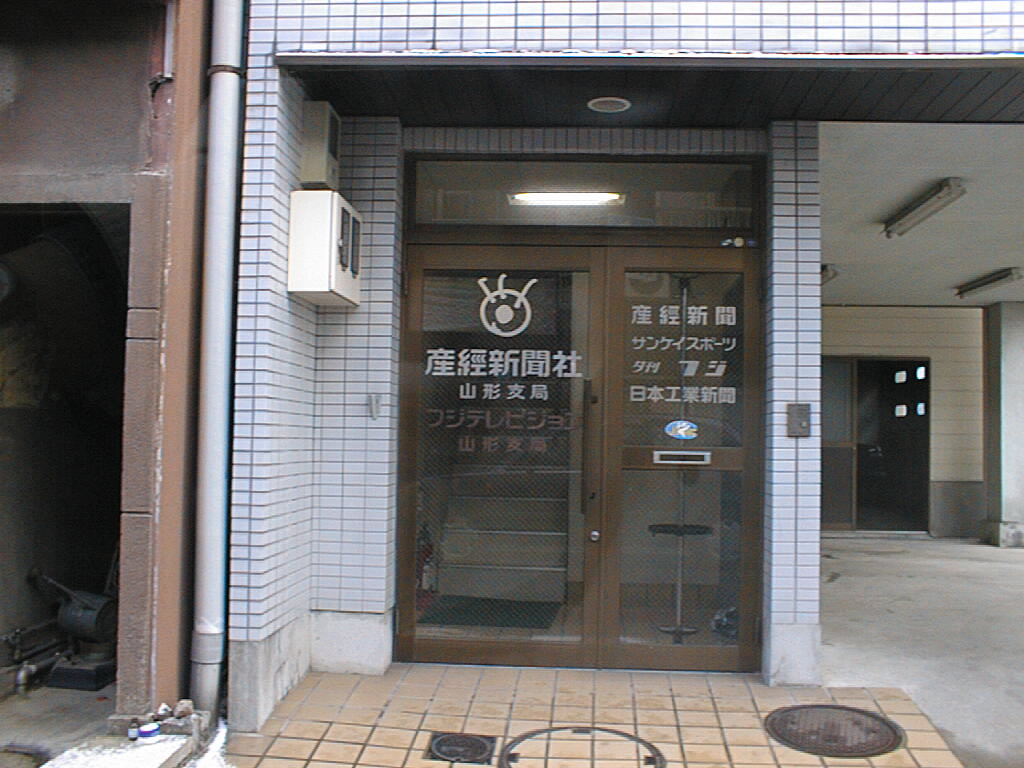
フジテレビ山形支局跡地（2003年1月撮影）

フジテレビ山形支局（フジテレビやまがたしきょく）とは、かつて山形県山形市に設置されていたフジテレビの支局である。

## 概要
1993年（平成5年）4月1日にそれまでフジテレビ系列局だった山形テレビ（YTS）がテレビ朝日系列にネットチェンジしたのに伴い、山形市小姓町に設置された。SNG車が配置され、1997年（平成9年）4月1日の新しい系列局のさくらんぼテレビ（SAY）開局までフジテレビ系列の報道・情報番組の取材を行った。
局舎の屋根には西蔵王テレビ・FM放送所向けのテレビアンテナの他に、大年寺山向け（主に仙台放送受信用）の比較的大きなVHFアンテナが設置されていた。また、同支局には産経新聞社山形支局も併設されていた。
青森県ではフジテレビ青森支局が、山梨県ではフジテレビ甲府支局が現在もそれぞれ設置されている。また、山口県ではテレビ西日本（岩国市、柳井市等はテレビ新広島）が、徳島県では関西テレビ徳島支局が取材を担当している。かつては、北海道に北海道文化放送開局までフジテレビ札幌支局が、高知県でも高知さんさんテレビ開局までフジテレビ高知支局が存在した。

## 山形テレビのネットチェンジ以後の山形県
フジテレビは、日本テレビ系列のフルネット局となった山形放送（YBC）が、山形テレビ（YTS）のネットチェンジに協力したとみなしたことから、山形テレビはもとより、山形放送に対しても、関西テレビを含むフジテレビ系列局各局が制作する番組の販売を、スポンサーの事情による仙台放送（OX）制作の東北電力提供番組、フジテレビ制作の農林水産省提供番組『若い土』、民教協制作番組、権利切れ再放送番組など、一部の例外を除いて拒否した。特に、山形放送は以降、先述の民教協制作番組、再放送番組などの例外を除き、当時のフジテレビ系列局が存在しない地域における日本テレビ系列局で唯一、フジテレビが制作する番組を放送していない局となった。
そのため、山形テレビのネットチェンジ以後の4年間は、基本的にTBS系列のテレビユー山形（TUY）がフジテレビ系の番組を遅れネットしていた。

ただ、主に『サザエさん』、『キテレツ大百科（→こちら葛飾区亀有公園前派出所）』、『ドラゴンボールZ』、『ねるとん紅鯨団（→ハンマープライス）』、『夢がMORI MORI（→めちゃ²モテたいッ!→LOVE LOVE あいしてる）』、『テレビ寺子屋』など、山形県に取引先が多い企業が提供していた番組だったため、『笑っていいとも!』（増刊号を含む）、『ダウンタウンのごっつええ感じ』などの、多くの人気番組は放送されなかった。
特に、1990年代には絶大な人気を誇っていた『笑っていいとも!』が遅れ放送さえも実施されなかったことで、県民の苦情が山形テレビ、山形放送、テレビユー山形、フジテレビに相次いだという。
このため、山形市、新庄市、米沢市などの内陸の村山・最上・置賜地域では仙台放送（OX）または福島テレビ（FTV）、鶴岡市、酒田市などの日本海側に近い庄内地域では新潟総合テレビ（NST）または秋田テレビ（AKT）を直接受信するか、ケーブルテレビでの区域外再送信を利用せざるを得なかった。